# Adrián Hernández
Adrián Hernández (ur. 10 stycznia 1986 w Toluce) – meksykański bokser, były zawodowy mistrz świata wagi junior muszej (do 108 funtów) organizacji WBC. 

## Kariera zawodowa
Karierę zawodową rozpoczął 9 marca 2006. Do listopada 2010 stoczył 22 walki, z których 20 wygrał (jedną przegrał, jedną zremisował). W tym okresie zdobył tytuły WBC Continental Americas, WBC International i NABF w wadze junior muszej.
30 kwietnia 2011 w Texcoco (Meksyk) stanął do pojedynku z rodakiem Gilberto Keb Baasem  posiadaczem pasa WBC w wadze junior muszej. Wygrał przez techniczny nokaut w jedenastej rundzie (walka została przerwana przez lekarza) i został nowym mistrzem świata. W pierwszej obronie tytułu, 24 września,  pokonał Gideona Butheleziego z Republiki Południowej Afryki przez KO w 2r., mając go wcześniej trzy razy na deskach. Równocześnie zdobył tytuł IBO, będący w posiadaniu Butheleziego, który natychmiast zwakował. 23 grudnia stoczył w Bangkoku pojedynek z Tajem Kompayakiem Porpramookiem. Został znokautowany w dziesiątej rundzie i stracił mistrzowski pas.
6 października 2012 w Bayamon doszło do pojedynku rewanżowego z Porpramookiem. Wygrał przez nokaut w szóstej rundzie i odzyskał pas mistrzowski. W pierwszej obronie tytułu, 12 stycznia 2013, pokonał wyraźnie na punkty Panamczyka Dirceu Cabarcę.  
6 kwietnia 2014 w Tokio, Hernández stracił mistrza świata WBC wagi junior muszej. Przegrywając w szóstej rundzie przez techniczny nokaut z Japoňczykiem Naoya'em Inoue'em (7-0-0, 6 KO). 